# Andreas Westerfellhaus
Andreas Westerfellhaus (* 10. August 1956 in Rheda-Wiedenbrück) ist ein deutscher Politiker (CDU). Er war von 2018 bis 2021 Bevollmächtigter der Bundesregierung für Pflege im Amt eines Staatssekretärs im Bundesministerium für Gesundheit. Zuvor war er langjähriger Präsident des Deutschen Pflegerates.

## Werdegang
Andreas Westerfellhaus absolvierte zunächst eine Ausbildung als Krankenpfleger und die Fachweiterbildung Intensivpflege und Anästhesie, später ein Studium der Pädagogik für Gesundheitsberufe, das er mit dem Diplom abschloss. Außerdem studierte er berufsbegleitend Betriebswirtschaft.
Nachdem er zunächst in der Intensivpflege tätig gewesen war, gründete und leitete er eine Pflege-Weiterbildungsstätte und wurde 1993 Schulleiter der Krankenpflegeschule der Westfälischen Kliniken in Gütersloh.
Westerfellhaus war 2001 bis 2008 Vizepräsident und von 2009 bis 2017 Präsident des Deutschen Pflegerates. Von 2000 bis März 2018 war er Geschäftsführer der Zentralen Akademie für Berufe im Gesundheitswesen (ZAB) GmbH in Gütersloh. Er war außerdem Mitglied des Wissenschaftlichen Beirats des Programms IQuaMed (Integration durch Qualifizierung und Anerkennung in medizinischen Arbeitsfeldern).
Andreas Westerfellhaus ist verheiratet und lebt in Nordrhein-Westfalen.

## Pflegebevollmächtigter der Bundesregierung
Am 16. April 2018 wurde Westerfellhaus im Amt eines Staatssekretärs zum Bevollmächtigten der Bundesregierung für Pflege ernannt. Die Pflege aufzuwerten bezeichnete er als sein oberstes Ziel. Er betonte zudem die Notwendigkeit von Bürokratieabbau, einer Verbesserung der politischen Rahmenbedingungen für die Pflege und einer Stärkung der Ausbildung. Im Dezember 2021 schied er aus dem Amt aus.

## Auszeichnungen
- 2021: Ehrendoktorwürde der Paracelsus Medizinischen Privatuniversität (PMU) für besondere Verdienste zur Etablierung und Förderung der Pflegewissenschaft in der deutschsprachigen Hochschullandschaft[4][7]